# Bassa Sports Club
El Bassa Sports Club es un equipo de fútbol de Antigua y Barbuda que juega en la Primera División de Antigua y Barbuda, la liga de fútbol más importante del país. Es de la localidad de All Saints.

## Palmarés
- Primera División de Antigua y Barbuda: 5

2003-04, 2004-05, 2006-07, 2007-08, 2009-10
- Antigua and Barbuda FA Cup: 2

2007-08, 2009-10

## Participación en competiciones de la CONCACAF
- Campeonato de Clubes de la CFU: 3 apariciones

2004 - Primera ronda - eliminado por  Tivoli Gardens 4 - 2 en el marcador global
2005 - Cuartos de final - eliminado por  SV Centro Social Deportivo Barber 7 - 3 en el marcador global
2007 - Cuartos de final - eliminado por  Joe Public FC 4 - 0